# Ceropegia conrathii
Ceropegia conrathii är en oleanderväxtart som beskrevs av Rudolf Schlechter. Ceropegia conrathii ingår i släktet Ceropegia och familjen oleanderväxter. Inga underarter finns listade i Catalogue of Life.